# Distrito electoral federal 30 del estado de México
El XXX Distrito Electoral Federal del Estado de México es uno de los 300 Distritos Electorales en los que se encuentra dividido el territorio de México para la elección de diputados federales y uno de los 40 en los que se divide el Estado de México. Su cabecera es Chimalhuacán.
El trigésimo distrito del Estado de México se encuentra en la región oriental del Valle de México. Desde 2022 el distrito electoral está conformado por el municipio de Chicoloapan y por las regiones oriental y suroriental del municipio de Chimalhuacán. Lo integran colonias como Tepalcates, Apapaxco, Santa María Nativitas, Portezuelos y Corte San Pablo en el municipio de Chimalhuacán. Lo conforman 115 secciones electorales.

## Distritaciones anteriores

### Distritación 1996 - 2005
Entre 1996 a 2005 el territorio del Distrito XXX fue conformado por la región central del Municipio de Nezahualcóyotl, lo integraban colonias como General Vicente Villada, Ampliación Vicente Villada y Metropolitana 3ra Sección. Su cabecera distrital era Ciudad Nezahualcóyotl.
El Distrito 30 fue creado en 1977 por la Reforma política de ese año, antes de la reforma el Estado de México únicamente contaba como 15 Distritos Electorales, por lo que el Distrito 30 solo ha elegido diputados a partir de la LI Legislatura.

### Distritación 2005 - 2017
Entre 2005 y 2017 en territorio del distrito electoral federal fue conformado por la región central del municipio de Nezahualcóyotl, lo integraban colonias como Benito Juárez, Metropolitana 2da Sección, General Vicente Villada y Ampliación Vicente Villa. Su cabecera distrital era Ciudad Nezahualcóyotl.

### Distritación 2017 - 2022
Tras la distritación electoral nacional de 2014-2017 llevada a cabo por el Instituto Nacional Electoral, el territorio del distrito electoral federal fue conformado por el Municipio de Chicoloapan y por las regiones oriental y suroriental del Municipio de Chimalhuacán. Lo integraban colonias como Fundidores, Apapaxco, Santa María Nativitas, Lomas de Buena Vista y Corte San Pablo del municipio de Chimalhuacán. Su cabecera distrital era Chimalhuacán.

## Diputados por el distrito
- LI Legislatura
  - (1979 - 1982): Vicente Coss Ramírez
- LII Legislatura
  - (1982 - 1985): Guillermo Fragoso
- LIII Legislatura
  - (1985 - 1988): María Marcela González Salas y Petricioli
- LIV Legislatura
  - (1988 - 1991): Isaac Bueno Soria
- LV Legislatura
  - (1991 - 1994): Sara Cruz Olvera
- LVI Legislatura
  - (1994 - 1997): Josué Valdés Mondragón
- LVII Legislatura
  - (1997 - 2000): Primitivo Ortega Olays 
  - (2000): Raquel Cortés López
- LVIII Legislatura
  - (2000 - 2003): Raquel Cortés López
- LIX Legislatura
  - (2003 - 2006): Gerardo Ulloa Pérez
- LX Legislatura
  - (2006 - 2009): Alliet Bautista Bravo
- LXI Legislatura
  - (2009 - 2012): Omar Rodríguez Cisneros
- LXII Legislatura
  - (2012 - 2015): Alliet Bautista Bravo
- LXIII Legislatura
  - (2015 - 2018): David Gerson García Calderón 
  - (2018): Alberto Ojeda Ojeda
- LXIV Legislatura
  - (2018 - 2021): César Agustín Hernández Pérez
- LXV Legislatura
  - (2021 - 2024): César Agustín Hernández Pérez
- LXV Legislatura
  - (2024 - 2027): César Agustín Hernández Pérez

## Resultados electorales

### Elecciones de 2024
|  | 59.42 % |

|  | 28.87 % |

|  | 8.66 % |

|  | 0.08 % |

|  | 2.97 % |

|  | 100.00 % |

|  | 55.45 % |

### Elecciones de 2021
|  | 45.28 % |

|  | 39.54 % |

|  | 3.14 % |

|  | 2.74 % |

|  | 2.21 % |

|  | 2.08 % |

|  | 1.48 % |

|  | 0.77 % |

|  | 0.06 % |

|  | 2.70 % |

|  | 100.00 % |

|  | 46.30 % |

### Elecciones de 2018
|  | 48.18 % |

|  | 37.98 % |

|  | 11.17 % |

|  | 0.04 % |

|  | 2.63 % |

|  | 100.00 % |

|  | 60.45 % |

### Elecciones de 2015
|  | 46.85 % |

|  | 24.54 % |

|  | 9.45 % |

|  | 3.70 % |

|  | 3.52 % |

|  | 2.13 % |

|  | 2.04 % |

|  | 1.67 % |

|  | 1.38 % |

|  | 0.13 % |

|  | 4.53 % |

|  | 100.00 % |

|  | 47.41 % |